# Инана Саркис
Инана Саркис (енгл. Inanna Sarkis) канадска је глумица бугарског и асирског порекла.

## Детињство и младост
Рођена је у Хамилтону, у Онтарију. Ћерка је Асираца који ради као зубар и Бугарке која је некада била хирург у Бугарској. Њени родитељи емигрирали су у Канаду како би започели нови живот за своју децу, а радили су слабије плаћене послове док нису основали сопствену породичну фирму.

## Приватни живот
У мају 2020. објавила је путем друштвених медиа да чека своје прво дете са својим дечком, Метјуом Носком. Родила је ћерку 12. септембра 2020. године.

## Филмографија
| Година     | Изворни назив  | Српски назив | Улога         | Напомене  |
| ---------- | -------------- | ------------ | ------------- | --------- |
| 2017.      |                |              | Габријела     |           |
| 2019.      |                |              | Инас          | ТВ серија |
| 2019.      |                |              | Моли Самјуелс |           |
| 2020.      |                | Deported     | Сара          |           |
| 2020.      | After: После судара |              | Моли Самјуелс |           |
| 2020.      |                |              | Беки          | ТВ серија |
| 2020—2021. |                |              | Триш          | ТВ серија |
| 2021.      |                |              | Алис          |           |

## Дискографија

### Синглови
| Назив | Година | Албум                |
| ----- | ------ | -------------------- |
| „”    | 2018.  | сингл није на албуму |
| „”    | 2019.  | сингл није на албуму |